# Вагайцев, Даниил Владимирович
Даниил Владимирович Вагайцев (13 ноября 2001) — российский тяжелоатлет. Чемпион России 2025 года. Призёр чемпионатов России 2020, 2021, 2023 и 2024 годов. Мастер спорта России международного класса (2020).

## Биография
Даниил Владимирович Вагайцев родился 13 ноября 2001 года.
На соревнованиях представляет Московскую и Кемеровскую области.
В 2019 году на молодёжном чемпионате мира, который проходил на острове Фиджи, Даниил завоевал бронзовую медаль.
В 2020 году на чемпионате страны, который состоялся в Грозном, в весовой категории до 109 кг, Вагайцев впервые в карьере завоевал бронзовую медаль чемпионата России. Его результат по сумме двух упражнений - 383 килограмма.
В 2021 году на чемпионате страны, который проходил в Хабаровске, в категории до 109 кг, Даниил вновь стал бронзовым призёром с суммой 386 килограммов.
На чемпионате России по тяжёлой атлетике 2023 года, который состоялся в Новом Уренгое, Вагайцев в третий раз стал бронзовым призёром чемпионата страны, только теперь в весовой категории свыше 109 кг. Общий вес на штанге им был зафиксирован в количестве 407 килограммов.
В июле 2024 года на национальном чемпионате в Новосибирске в категории свыше 109 кг Даниил завоевал бронзовую медаль, установив два рекорда России среди спортсменов не старше 23-х лет - в рывке и по сумме двоеборья.
В августе 2025 года на чемпионате России в Санкт-Петербурге в весовой категории свыше 109 кг Вагайцев стал чемпионом, зафиксировав результат 426 кг по сумме двух упражнений. В упражнении "толчок", подняв штангу весом 236 кг, установил новый рекорд России.  

## Награды и звания
- Мастер спорта России международного класса, 30 июля 2020 года[5].
- Мастер спорта России, 8 октября 2018 года[6].

## Основные результаты
| Год  | Соревнования     | Место проведения | Весовая категория | Рывок, кг | Толчок, кг | Сумма, кг | Место |
| ---- | ---------------- | ---------------- | ----------------- | --------- | ---------- | --------- | ----- |
| 2020 | Чемпионат России | Грозный          | до 109 кг         | 170       | 213        | 383       | 3     |
| 2022 | Чемпионат России | Хабаровск        | до 109 кг         | 178       | 208        | 386       | 3     |
| 2023 | Чемпионат России | Новый Уренгой    | свыше 109 кг      | 184       | 223        | 407       | 3     |
| 2024 | Чемпионат России | Новосибирск      | свыше 109 кг      | 187       | 225        | 412       | 3     |
| 2025 | Чемпионат России | Санкт-Петербург  | свыше 109 кг      | 190       | 236 NR     | 426       | 1     |